# Данильченко, Сергей Петрович
Сергей Петрович Данильченко (укр. Сергій Петрович Данильченко; род. 27 апреля 1974, Харьков, Украина) — украинский боксёр-любитель, Чемпион Европы 1998 года, призёр Олимпийских игр 2000 года и Чемпионата мира 2001 года.
Данильченко начал свою профессиональную карьеру в 2002 году в бою с россиянином Павлом Кубасовым. Сражался только один раз, закончив свою карьеру с результатом 1-0-0.

## Государственные награды
- Знак отличия Президента Украины орден «За мужество» ІІІ степени (06.10.2000)[1]